# Lapil·li
El lapil·li (del llatí lapilli, «pedretes») són tefra, petits fragments sòlids de lava que expulsen amb violència els volcans durant les erupcions. És un terme usat internacionalment en geologia i vulcanologia.
Aquest material piroclàstic té unes dimensions compreses entre els 2 i els 64 mm de diàmetre. Una partícula piroclàstica major de 64 mm de diàmetre es coneix com a bomba volcànica quan és fosa, o bloc volcànic quan és sòlid. El material piroclàstic amb partícules de menys de 2 mm de diàmetre es coneix com a cendra volcànica.
El lapil·li de pumicita és típic de les erupcions riolítiques, andesítiques i dacítiques de tipus piroclàstic, i es pot dipositar en capes gruixudes a quilòmetres de distància.
El lapil·li de creixement són partícules de forma perfectament arrodonida que es poden formar a partir de cendra volcànica que es compacta en un núvol o flux de detrits, a causa de la humitat o de forces electroestàtiques.

## Formació

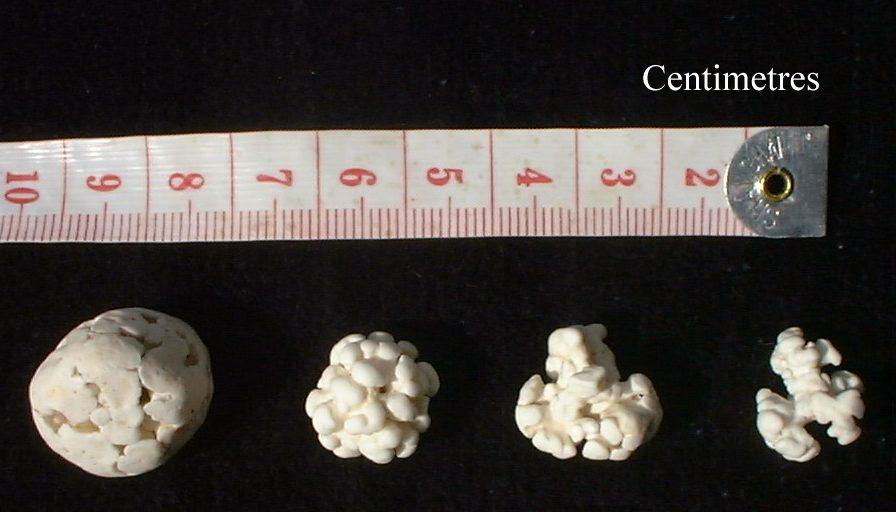
Lapil·li de Fuerteventura, Espanya

Els lapil·li són gotetes de lava líquida o mig fosa expulsades d'un volcà durant una erupció, que cauen al terra al mateix temps almenys parcialment foses. Aquests grànuls tenen forma d'esfera, llàgrima o de botó degut al resultat directe del refredament de la lava líquida a mesura que viatja a través de l'aire. Es poden dipositar espesses capes de lapil·li durant una erupció, augment la base del volcà.
Els tufs de lapil·li són una forma molt comuna de roca volcànica típica de les erupcions piroplàstiques de riolita, andesita i dacita.
La majoria dels tufs de lapil·li que romanen en terrenys antics formen, per l'acumulació i soldadura de lapil·li mig fosos, el que es coneix com a tuf soldat. La calor de la pila volcànica recent dipositada tendeix a fer que el material mig fos s'aplani i es soldi. Les textures dels tufs soldats són distintives (conegudes com a eutaxítiques), amb lapil·lis aplanats, fiamme, blocs i bombes volcàniques, que formen discos o el·lipses planes entre les capes. Aquestes roques són bastant dures i resistents, a diferència dels tufs de lapil·li no soldats que no estan consolidats i són fàcilment erosionables.

### Lapil·li de creixement

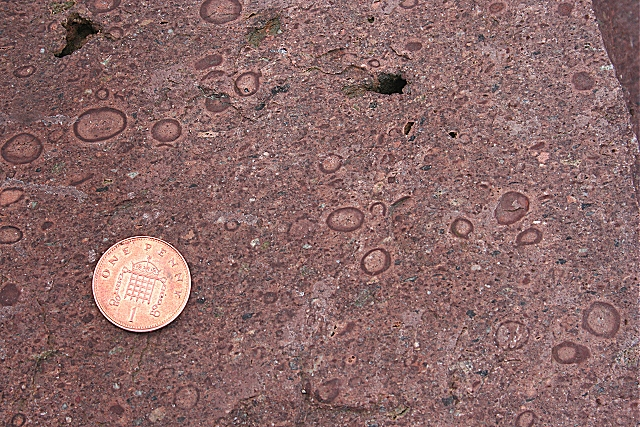
Lapil·li de creixement del Mesoproterozoic Stac Fada Member del Torridonià.

El lapil·li de creixement és una bola arrodonida de tefra formada a partir de les partícules de cendres volcàniques. El lapil·li de creixement es forma en una columna d'erupció o núvol degut a la humitat o a les forces electroestàtiques, mitjançant l'addició de capes concèntriques de cendra humida al voltant d'un nucli central de cendra volcànica. El lapil·li de creixement cau del núvol en forma de calamarsa volcànica.
Aquesta textura es pot confondre amb la textura esferulítica i axiolítica.

### Lapil·li blindat (o amb nucli)
Aquest lapil·li és una varietat de lapil·li de creixement, que conté un nucli lític o de cristall recoberts per capes gruixudes de cendra fina. El lapil·li blindat només es forma en erupcions hidroclàstiques, on hi ha present una significativa humitat. La columna de vapor conté cendra cohesiva que s'adhereix a les partícules que el componen.